# Chiesa di Sant'Eusebio (Casciago)
La chiesa di Sant'Eusebio da Vercelli a Casciago, in provincia di Varese, è una chiesa romanica di origine medioevale dedicata alla memoria del vescovo Eusebio da Vercelli.  
È una delle quattro chiese presenti nel territorio del paese.

## Storia

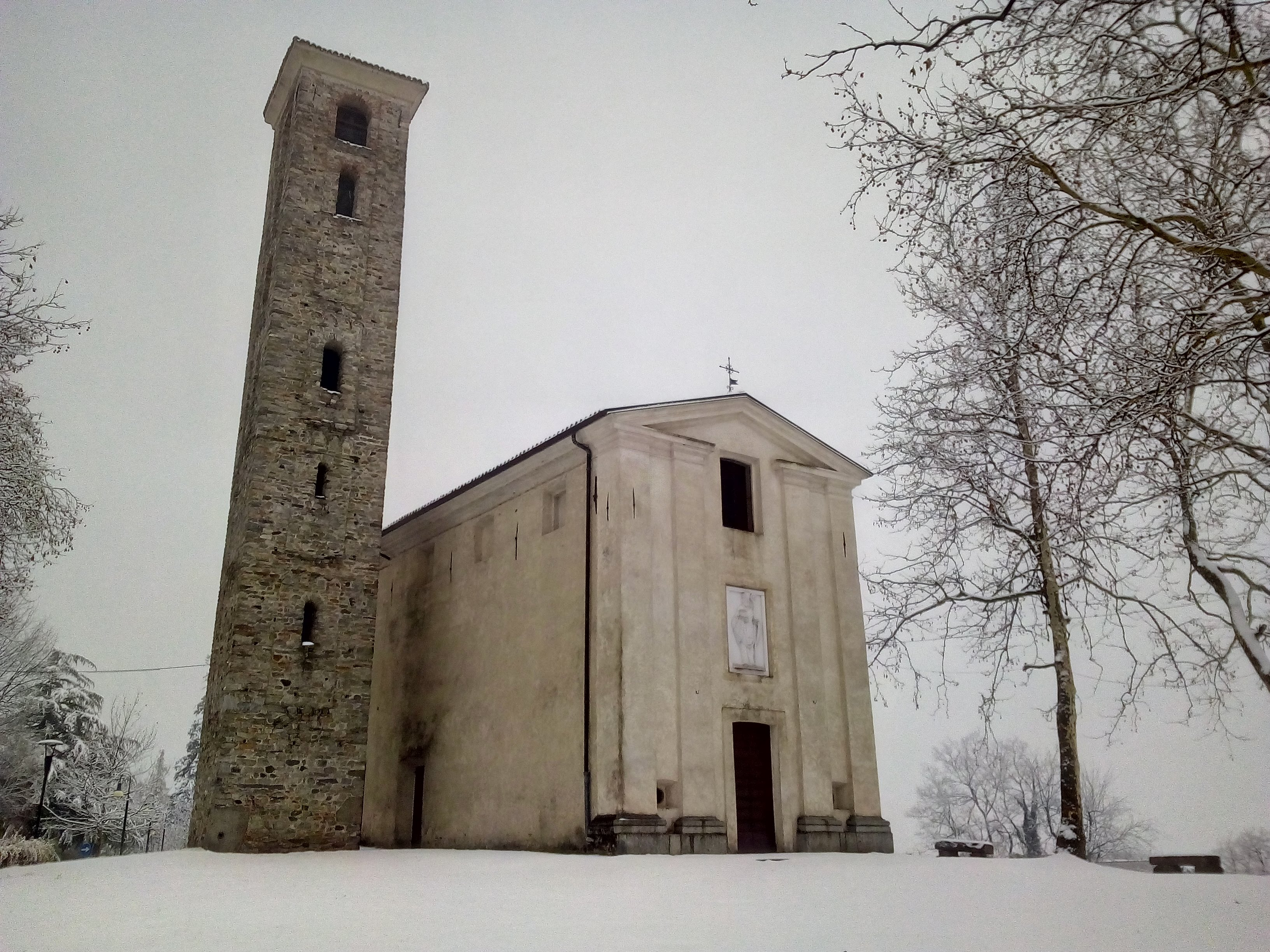
Vista invernale della chiesa

I primi documenti che riguardano la chiesa di Sant'Eusebio risalgono alla metà del 1056. Pur ignorando chi fossero i promotori ed i finanziatori della costruzione dell'edificio, certo è che la chiesa rientrò sotto il governo della comunità locale: infatti un documento del 1170 attesta la vendita fatta da due possidenti il cui corrispettivo fu destinato, appunto, alla chiesa di Sant'Eusebio.
Conserva dell'antica costruzione romanica il campanile snello e slanciato, scandito da larghe lesene che incorniciano cinque specchiature sormontate da serie di archetti pensili, similmente alla torre di San Pietro di Gemonio.
La chiesa viene citata all'interno de Gli Statuti delle strade e delle acque del contado di Milano redatti nel 1346 e resi editi nel 1869 da G. Porro Lambertenghi. La chiesa era situata nella Pieva de Vareso (Varese) ed era situata sulla Stada da Bolà (Bollate). Alla chiesa spettava il mantenimento di br. c (cento braccia) di strada.
Ulteriori e più completi documenti risalgono all'epoca del concilio di Trento: infatti è documentata la prima visita pastorale delegata a G.B. Carcano, arciprete di Monza effettuata, ne 1567; due anni dopo il gesuita padre Leonetto Chiavone precisava, in un suo documento, le misure della navata (5,95 x 8,93 m) e sottolineava lo stato di parziale dissesto della facciata e dell'abside, e segnalava l'inizio della costruzione della sagrestia.
San Carlo Borromeo visitò personalmente la chiesetta nel 1574, e nel 1581 il visitatore generale mons. Antonio Seneca, rilevando il perdurare del dissesto e la mancanza della costruenda sagrestia ordinò, tra l'altro, di riparare, intonacare e rinnovare gli affreschi dell'abside; di intonacare le pareti; di fornire la chiesa di acquasantiera con piedistallo; di ampliare le finestre.
Gli ordini di monsignor Seneca non furono immediatamente ottemperati: infatti l'arcivescovo Federico Borromeo, nel 1612, documentò che solo allora si stava dando inizio ad un sostanziale rinnovamento. Infatti si stava costruendo un nuovo presbiterio e le pareti, sebbene intonacate all'interno, all'esterno apparivano ancora rustiche; il pavimento era stato accomodato, ma le finestre non erano ancora state ampliate. Allora l'arcivescovo Borromeo ordinò che il presbiterio avesse forma rettangolare e che la navata fosse coperta da una volta. Ma ancora nel 1637, durante una visita del cardinal Monti, si registrò come i lavori fossero ancora in corso, compresa la persistente mancanza della sagrestia, e si ribadirono quindi gli ordini precedenti.
Gli atti preparatori alla visita del cardinal Federico Visconti, datata 1687, rilevarono il nuovo presbiterio rettangolare e la copertura a volta della navata, ma denotarono ancora la mancanza della sagrestia. Pur avendo notizia di altre cronache risalenti al 1732 e 1742, l'ultima descrizione significativa risale alla visita del cardinal Pozzobonelli nel 1755, che attestò le pareti intonacate a stucco, il pavimento, anche del presbiterio, di sabbia mista a calce, gli accessi muniti di porte lignee e la presenza di due acquasantiere; la cappella maggiore rialzata di due gradini e la costruzione avvenuta della sagrestia.
Gli ornamenti attuali della facciata con lesene (pilastri lievemente sporgenti dal muro) cornici e frontone si possono datare intorno al 1787, quando una cronaca giornalistica dell'epoca ne parla.
La statua lignea di Sant'Eusebio, oggi conservata sopra l'altare in una nicchia chiusa da vetrata, viene menzionata per la prima volta in una relazione del 1683 ad opera del parroco Borzio: dal documento pare possa dedursi che la statua stessa, all’epoca, fosse posta all'esterno della chiesa, sopra la porta principale. Successivamente, nel corso di una visita pastorale dell'arcivescovo Romilli, nel 1855, si menziona la presenza della statua di Sant'Eusebio all'interno della costruzione, protetta da vetro.
L'attuale pavimento in piastrelle di cemento e graniglia risale al XX secolo. Il restauro del tetto e degli esterni risale agli anni ottanta, mentre nel 2000 è cominciato il restauro della torre campanaria e degli interni.

## La figura di Sant'Eusebio da Vercelli

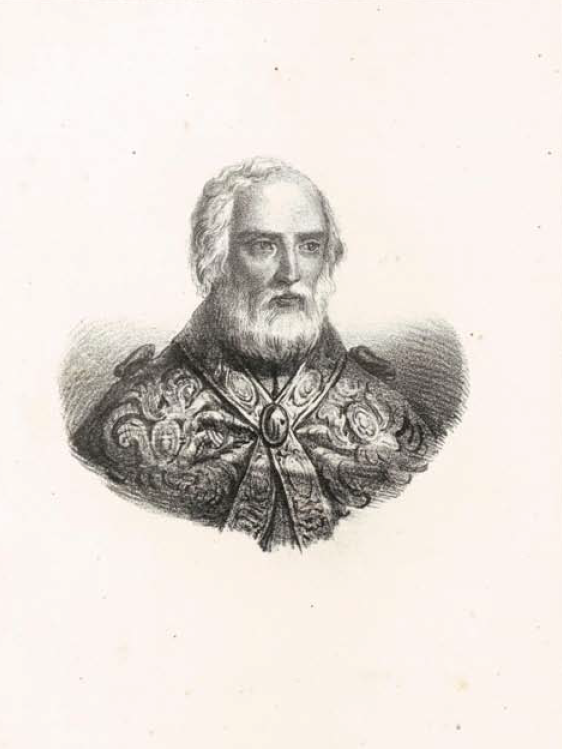
Sant'Eusebio di Vercelli

Eusebio nacque nel III secolo in Sardegna e fu uno dei maggiori paladini della lotta contro l'eresia; fu il primo vescovo di Vercelli, consacrato nel 345. A Vercelli fondò un monastero per la vita comune degli ecclesiastici e un monastero femminile. Esiliato a Scitopoli di Palestina dal concilio di Milano nel 355 per essersi opposto alla fazione ariana, patì per sei anni penosi tormenti. Liberato nel 361 rimase a lungo in Asia Minore ad operare come apostolo e come medico. Tornò a Vercelli dove morì il 1º agosto 371 logorato dalle sofferenze dell'esilio e dalla fatica dell'apostolato, e per questo gli fu riconosciuto il titolo di martire. Fu sepolto nella chiesa che egli edificò sulla tomba del martire San Teonesto, laddove oggi sorge la basilica a lui dedicata.
Fin dal 1200 si attesta la ricorrenza della festa di Sant'Eusebio con la celebrazione del 1º agosto, giorno in cui numerosi devoti si riuniscono e celebrano il santo, al quale viene attribuita la virtù di risanare i malati dalla febbre. Già ai tempi di san Carlo il culto di sant'Eusebio diventa vistoso.

## La festa patronale

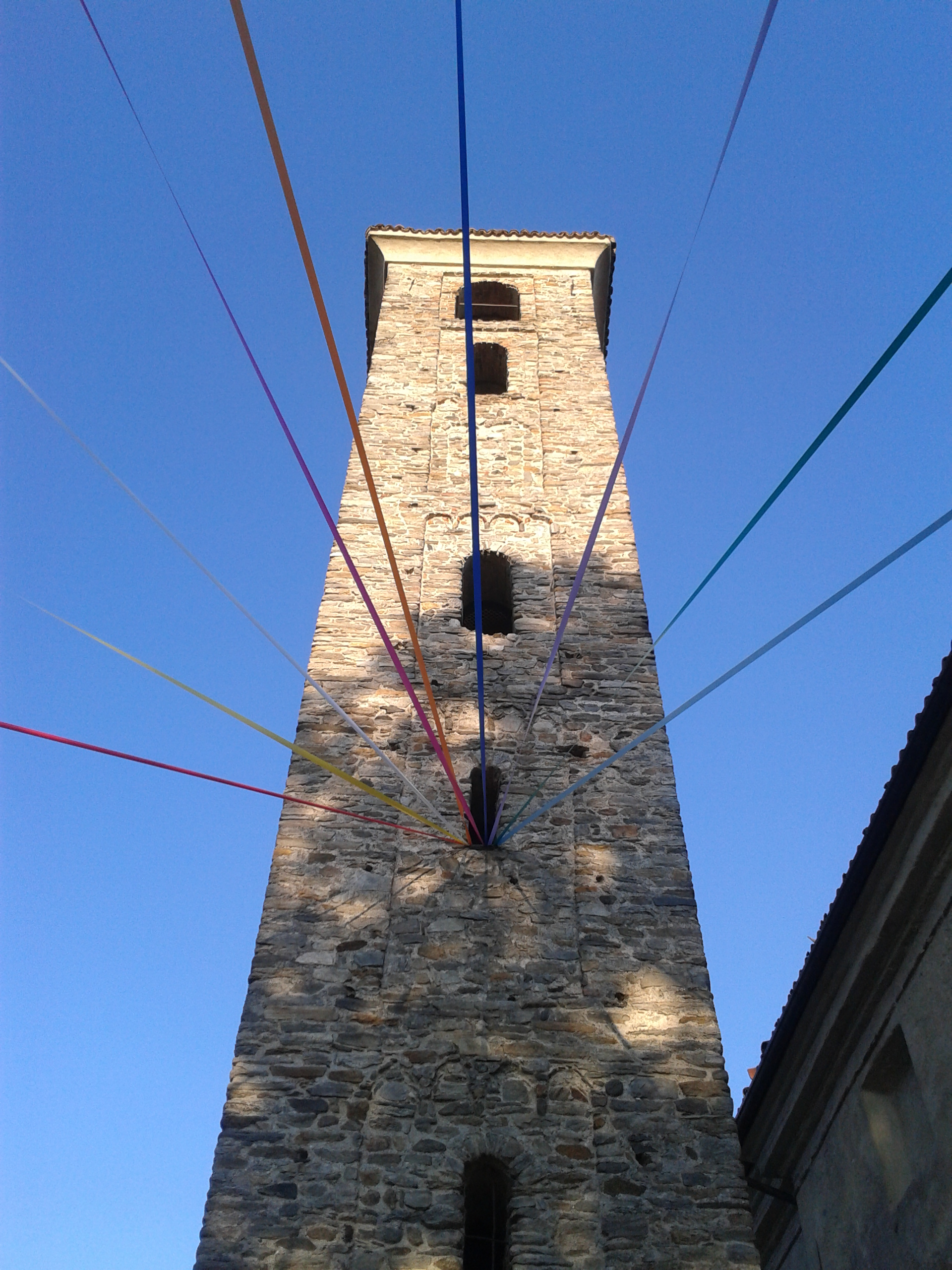
Il campanile della chiesa

Agli inizi del XX secolo la festa diventa una sagra del Varesotto, con diversi aspetti profani, che ancora oggi si mantengono. La festa si apre alla vigilia, il 31 luglio, con l'incendio del pallone, globo di materiale infiammabile che appeso all'esterno dell'edificio viene bruciato in memoria del martirio del santo. La mattina di buon'ora inizia la celebrazione della Messa che si ripete diverse volte fino a prima di pranzo. Durante il pomeriggio, intorno alla chiesa, si tiene una sorta di mercato con bancarelle di dolci, giochi e oggetti vari. Culmine delle celebrazioni è l'arrivo della Processione dell'Offerta dove i fedeli portano delle "barelle" con ricchi doni che vengono messi all'incanto, tenuto rigorosamente in dialetto, ed il ricavato è donato alla Chiesa. Le "barelle" consistevano nelle offerte del popolo portate in panieri, in ceste oppure su carriole adornate di fiori e nastri: erano quindi particolari doni che venivano confezionati da famiglie, gruppi rionali o intere corti, con generi alimentari e prodotti stagionali, che poi venivano messi all'incanto. Oggi poi, come degna conclusione di una festa sempre intensamente vissuta dalla comunità, si usa terminare la sagra con bellissimi fuochi d'artificio.